# Faviola
La faviola o coco de cocoter és un dolç típic de la cuina catalana. És una preparació simple, a base d'una massa de bescuit extremadament flonjosa i lleugera, mullada en alguna classe de licor i cuita en un motlle. Al capdamunt, s'hi espolsa coco esmicolat.
Aquest dolç és típicament relacionat amb les festes, i té la tendència de perdre la consistència correcta en pocs dies per l'evaporació del licor que porta dins.